# 科尔沁左翼中旗
科尔沁左翼中旗是内蒙古自治区通辽市下辖的一个旗，简称科左中旗。位于内蒙古东部、通辽市东南部，地处科尔沁沙地与松辽平原交接地带。总面积11570平方千米，旗人民政府驻保康镇。

## 沿革
“科尔沁”源自蒙古语，意为“带弓箭的人”。明末属科尔沁部。清崇德元年（1636年）置科尔沁左翼中旗，俗称达尔罕旗，会盟在哲里木盟。汉民放垦後开始实行蒙汉分治，光绪二十八年（1902年），设辽源州于郑家屯（今双辽市）。1914年，民国政府在科尔沁左翼中旗巴林太来设通辽镇，1918年改为通辽县。九一八事變後，属满洲国兴安南省，此时封建王公制度也被廢除。1932年5月15日至1949年6月16日，该旗正式名称为东科中旗。
1945年8月12日，东科中旗公署参事官井手俊太郎等40多名日本人，乘坐7辆马车连夜赶到卧虎屯站，乘火车逃走。8月14日，东科中旗旗长乌力图在巴彦塔拉东科中旗公署（今巴彦塔拉镇中学南侧青砖瓦房遗址）召开会议，解散东科中旗公署，同时成立东科中旗及各「努图克」（區公所）地方治安维持会。乌力图自任维持会会长；副会长为萨拉哈旺珠尔、色旺道尔吉。维持会下设总务处、行政处、文教处和保安处4个处。
1945年，东科中旗受内蒙古人民革命党东蒙本部领导，直属东蒙古人民自治政府。1945年12月，东科中旗政府在巴彦塔拉成立，乌力图任新政权的首任旗长。1946年3月，哲里木省在巴彦塔拉成立，东科中旗隶属哲里木省。6月，哲里木省改为哲里木盟，东科中旗隶属辽吉省哲里木盟。第二次国共内战期间，该旗组建了内蒙古人民自卫军骑兵二师十一团、东科中旗旗大队和东蒙军政干部学校。1947年属辽北省。1949年随哲里木盟划入内蒙古自治区，
1999年1月，哲里木盟撤盟改市，科尔沁左翼中旗归属通辽市。
2011年3月，内蒙古自治区人民政府将科左中旗命名为革命老区。

## 行政区划
科尔沁左翼中旗下辖11个镇、1个乡、5个苏木：
保康镇、宝龙山镇、舍伯吐镇、巴彦塔拉镇、门达镇、架玛吐镇、腰林毛都镇、希伯花镇、花吐古拉镇、代力吉镇、努日木镇、花胡硕苏木、协代苏木、白兴吐苏木、图布信苏木、敖包苏木、胜利乡、白音塔拉农场、珠日河牧场和丰库牧场。

## 交通

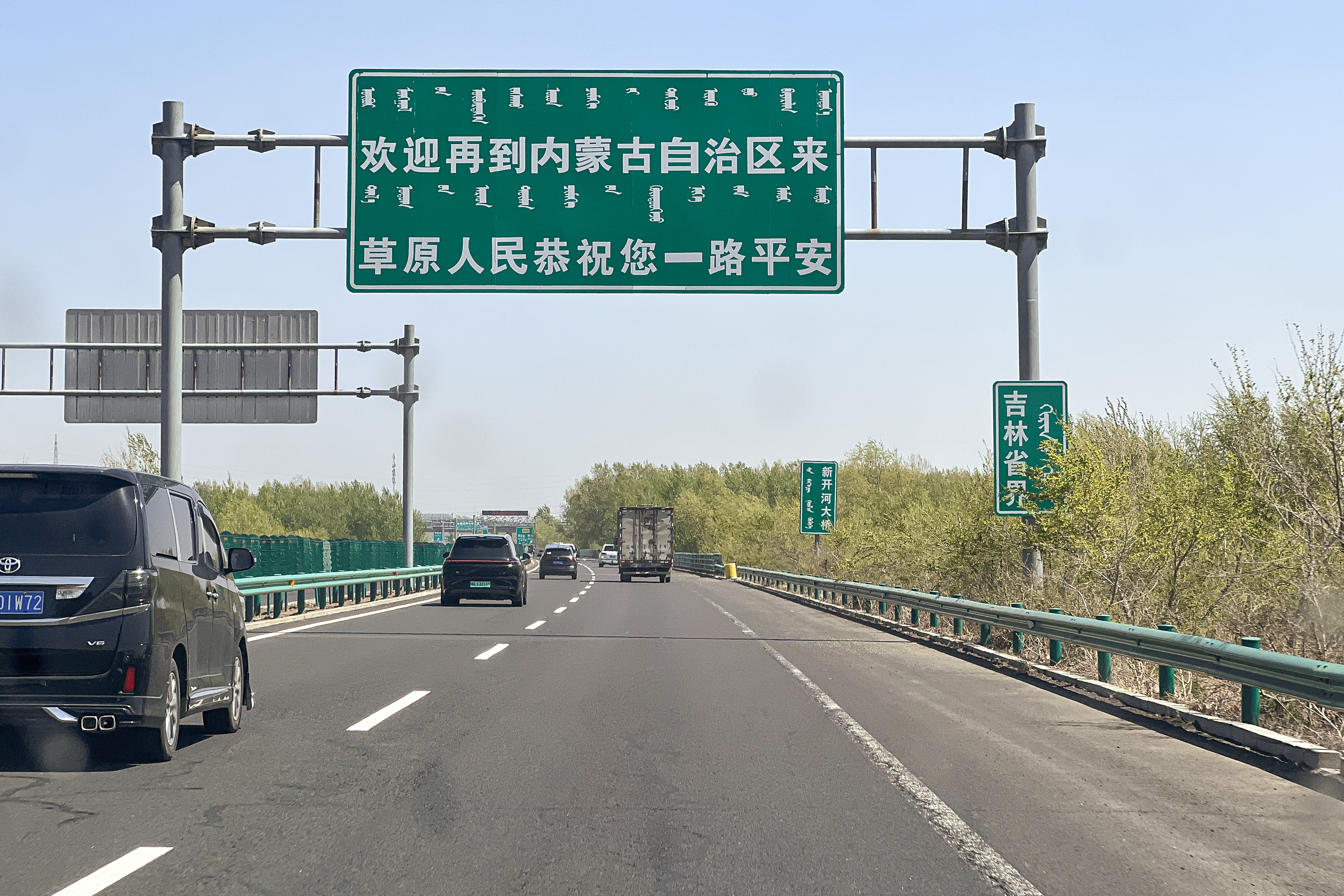
科左中旗与吉林省双辽市接壤

新鲁高速公路从科左中旗西侧过境，大广高速公路则在科左中旗南部穿过。
平齐铁路过境，设保康站。通让铁路亦从科左中旗穿过。

## 人口
根据(内蒙古自治区)通辽市第七次全国人口普查公报显示：科尔沁左翼中旗常住人口为399631人，男性人口占比51.35%，女性人口占比48.65%，年龄结构中0-14岁占比14.46%，15-59岁占比67.35%，60岁以上占比18.19%，65岁以上占比11.62%。

## 文化

### 国家级非物质文化遗产代表性项目
- 《嘎达梅林》：蒙古族长篇叙事歌。

### 全国重点文物保护单位
- 哈民遗址：遗址距今约5500~5000年，为内蒙古及东北地区一处大型史前环壕聚落遗址。